# المركز الاستكشافي للعلوم (دسوق)
المركز الاستكشافي للعلوم والتكنولوجيا بمدينة دسوق، يقع بمدينة دسوق شمالي مصر، وهو الفرع الوحيد بمحافظة كفر الشيخ. افتتح في في يناير 2003. ويشارك المركز بتقديم أنشطة ودورات تعليمية ومسابقات علمية، وتتشارك مع المدارس والجامعات في تقديم خدماتها للطلاب.

## الوصف
يقع المركز بشارع المدارس، بجوار كلية الدراسات الإسلامية والعربية. ومكوّن من من خمسة أدوار.
يحتوي المركز على عدة أنشطة منها:
- المتحف العلمي.
- نادي العلوم.
- قاعة العلماء.
- المرصد الفلكي.
- معمل اللغات.
- الدورات الطلابية.
- الورشة الإنتاجية.
- معمل الحاسب الآلي.
- قاعة الفنون.
- القاعة الصينية، وهي منحة علمية من جمهورية الصين الشعبية، وهي عبارة عن قاعة خاصة للتعليم عن بعد.